# Скляров Ігор Євгенійович
Ігор Євгенійович Скляров (рос. Игорь Евгеньевич Скляров; нар. 31 серпня 1966, Таганрог) — радянський та російський футболіст, що грав на позиції захисника.
Виступав, зокрема, за клуб «Динамо» (Москва), а також національну збірну Росії.

## Клубна кар'єра
У дорослому футболі дебютував 1982 року виступами за команду клубу «Торпедо» (Таганрог), взяв участь лише у 4 матчах чемпіонату.
Протягом 1983–1986 років захищав кольори команди клубу СКА (Ростов-на-Дону).
Своєю грою за останню команду привернув увагу представників тренерського штабу клубу «Динамо» (Москва), до складу якого приєднався 1987 року. Відіграв за московських динамівців наступні сім сезонів своєї ігрової кар'єри. Більшість часу, проведеного у складі московського «Динамо», був основним гравцем захисту команди.
У 1998 році захищав кольори команди клубу «Металург» (Липецьк).
Завершив професійну ігрову кар'єру у клубі «Спартак» (Рязань), за команду якого виступав також у 1998 році.

## Виступи за збірні
У 1985 році залучався до складу молодіжної збірної СРСР.
У 1987 році дебютував в офіційних матчах у складі національної збірної СРСР. Протягом кар'єри у національній команді, яка тривала усього 2 роки, провів у формі головної команди країни 9 матчів.
1993 року також провів одну гру за збірну Росії.

## Титули і досягнення
- Олімпійський чемпіон: 1988